# أدريان فيتزجيرالد
أدريان فيتزجيرالد (بالإنجليزية: Adrian FitzGerald)‏ هو سياسي بريطاني، ولد في 24 يونيو 1940.